# Liste des ministres suédois des Affaires étrangères
Pour un article plus général, voir Ministère des Affaires étrangères (Suède).
Le ministre des Affaires étrangères de Suède (Sveriges utrikesminister en suédois) représente le ministère des Affaires étrangères suédois au niveau international.

## Premier ministre pour les Affaires étrangères (1809-1876)
- 1809-1824 : Lars von Engeström
- 1824-1837 : Gustaf af Wetterstedt
- 1837-1838 : Adolf Göran Mörner
- 1838-1842 : Gustaf Nils Algernon Stierneld
- 1842-1848 : Albrecht Ihre
- 1848-1856 : Gustaf Nils Algernon Stierneld
- 1856-1858 : Elias Lagerheim
- 1858-1868 : Ludvig Manderström
- 1868-1871 : Carl Wachtmeister
- 1871-1872 : Baltzar von Platen
- 1872-1876 : Oscar Björnstjerna

## Ministre des Affaires étrangères (depuis 1876)
| Dates | Dates       | Nom                       | Gouvernement            |
| ----- | ----------- | ------------------------- | ----------------------- |
|       | 1876-1880   | Oscar Björnstjerna        |                         |
|       | 1880-1885   | Carl Hochschild           |                         |
|       | 1885-1889   | Albert Ehrensvärd         |                         |
|       | 1889        | Gustaf Åkerhielm          |                         |
|       | 1889-1895   | Carl Lewenhaupt           |                         |
|       | 1895-1899   | Ludvig Douglas            |                         |
|       | 1899-1904   | Alfred Lagerheim          |                         |
|       | 1904-1905   | August Gyldenstolpe       |                         |
|       | 1905        | Fredrik Wachtmeister      |                         |
|       | 1905-1909   | Eric Trolle               | Staaff I                |
|       | 1909-1911   | Arvid Taube               |                         |
|       | 1911-1914   | Albert Ehrensvärd père    | Staaff II               |
|       | 1914-1917   | Knut Wallenberg           |                         |
|       | 1917        | Arvid Lindman             |                         |
|       | 1917-1920   | Johannes Hellner          |                         |
|       | 1920        | Erik Palmstierna          |                         |
|       | 1920-1921   | Herman Wrangel            | von Sydow               |
|       | 1921-1923   | Hjalmar Branting          | Branting II             |
|       | 1923        | Carl Hederstierna         | Trygger                 |
|       | 1923-1924   | Erik Marks von Würtemberg | Trygger                 |
|       | 1924-1926   | Östen Undén               | Branting III et Sandler |
|       | 1926-1928   | Eliel Löfgren             | Ekman I                 |
|       | 1928-1930   | Ernst Trygger             | Lindman II              |
|       | 1930-1932   | Fredrik Ramel             | Ekman II et Hamrin      |
|       | 1932-1936   | Rickard Sandler           | Hansson I               |
|       | 1936        | Karl Gustaf Westman       | Pehrsson-Bramstorp      |
|       | 1936-1939   | Rickard Sandler           | Hansson II              |
|       | 1939-1945   | Christian Günther (en)    | Hansson III             |
|       | 1945-1962   | Östen Undén               | Hansson IV              |
|       | 1962-1971   | Torsten Nilsson           |                         |
|       | 1971-1973   | Krister Wickman           |                         |
|       | 1973-1976   | Sven Andersson            |                         |
|       | 1976-1978   | Karin Söder               |                         |
|       | 1978-1979   | Hans Blix                 |                         |
|       | 1979-1982   | Ola Ullsten               |                         |
|       | 1982-1985   | Lennart Bodström          |                         |
|       | 1985-1991   | Sten Andersson            |                         |
|       | 1991-1994   | Margaretha af Ugglas      |                         |
|       | 1994-1998   | Lena Hjelm-Wallén         |                         |
|       | 1998-2003   | Anna Lindh                |                         |
|       | 2003        | Jan O. Karlsson (intérim) |                         |
|       | 2003-2006   | Laila Freivalds           |                         |
|       | 2006        | Bosse Ringholm (intérim)  |                         |
|       | 2006        | Carin Jämtin (intérim)    |                         |
|       | 2006        | Jan Eliasson              |                         |
|       | 2006-2014   | Carl Bildt                | Reinfeldt               |
|       | 2014-2019   | Margot Wallström          | Löfven                  |
|       | 2019-2022   | Ann Linde                 | Löfven et Andersson     |
|       | 2022-2024   | Tobias Billström          | Kristersson             |
|       | depuis 2024 | Maria Malmer Stenergard   | Kristersson             |